# امکی وب
امکی وب (انگلیسی: Umeki Webb؛ زادهٔ ۲۶ ژوئن ۱۹۷۵) بازیکن بسکتبال اهل ایالات متحده آمریکا است.